# Szepligetella beauforti
Szepligetella beauforti är en stekelart som först beskrevs av Cameron 1907.  Szepligetella beauforti ingår i släktet Szepligetella och familjen hungersteklar. Inga underarter finns listade i Catalogue of Life.